# 李文鳳
李文鳳（1500年—？），字廷儀，號月峯，廣西慶遠衛官籍，湖廣桃源縣人，明朝政治人物。嘉靖乙酉解元，壬辰进士，官至云南佥事。

## 生平
嘉靖四年（1525年）乙酉科廣西鄉試第一名舉人。嘉靖十一年壬辰科第三甲第七十名進士。觀禮部政，授大理寺评事，陞右寺副，嘉靖十六年（1537年）八月升廣東按察司佥事，复除雲南僉事，二十六年正月以考察革职闲住。

## 家族
曾祖李煇，祖李顯，父李崙，母彭氏；繼母史氏。

## 著作
有《月山叢談》四卷，临海王士性删订。